# Ureche internă

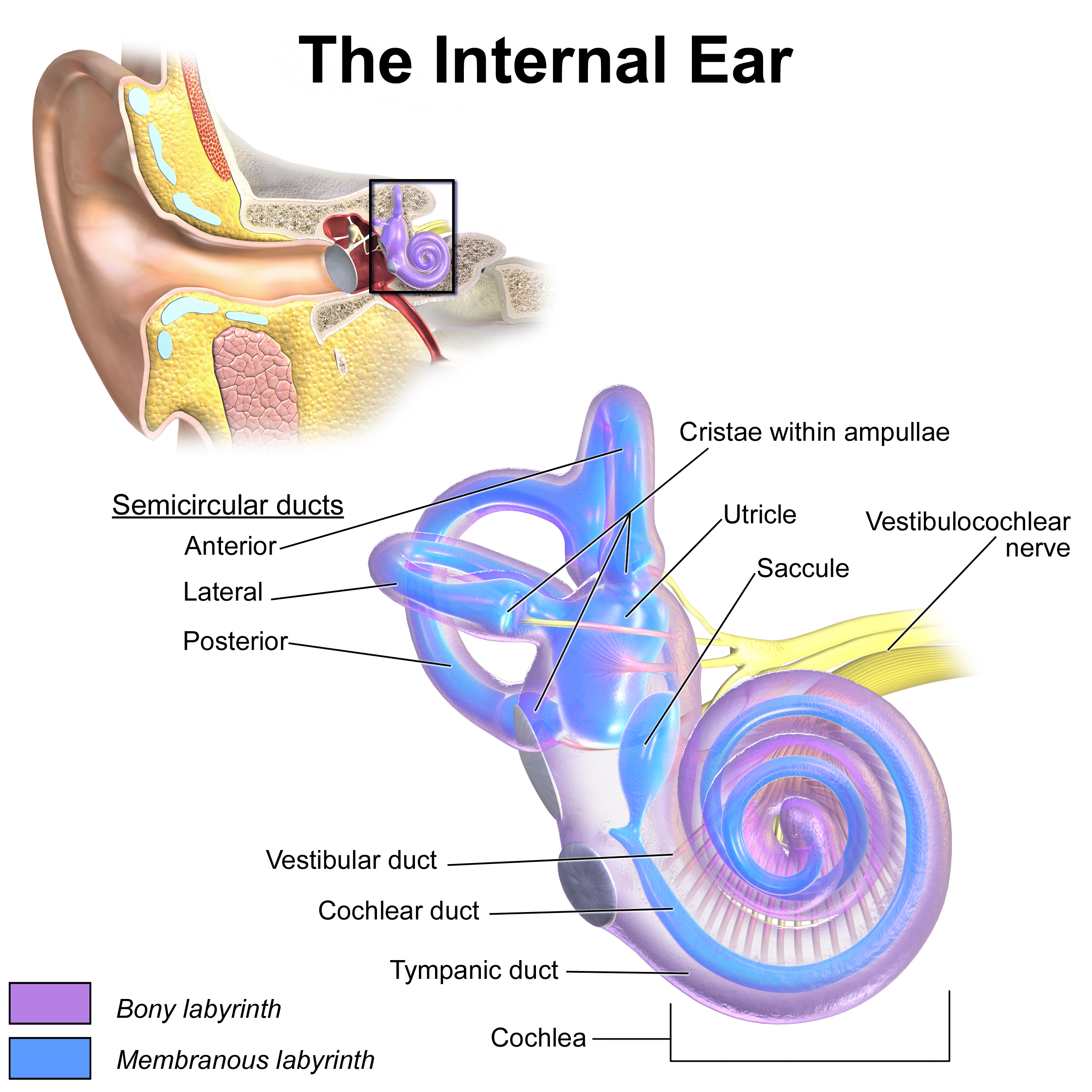
Urechea internă

Urechea internă (Auris interna) este partea internă, adică segmentul central al urechii și este alcătuită din multiple canale interconectate (labirinturi) formând cohleea. Se disting canalele semicirculare și labirinturile osos și membranos.  Aici sunt localizați centrii auditivi corticali și subcorticali și centrii echilibrului, ai căror informații senzoriale sunt preluate de nervul vestibulocohlear. Calea auditivă (formată din diferite părți ale labirintului osos și membranos) receptează informațiile auditive, iar sistemul vestibular cele de echilibru. 